# The Thermal Club IndyCar Grand Prix
O The Thermal Club IndyCar Grand Prix (em português: Grande Prêmio do The Thermal Club) foi um evento automobilístico que fez parte da IndyCar Series. A etapa foi disputada no Thermal Club, localizado na cidade de Thermal, Califórnia. As corridas foram realizadas em março de cada ano, em 2024 e 2025.

## Circuito
O Thermal Club é um autódromo privado que faz parte de um country club de mais de 300 acres, e que se localiza num condomínio fechado próximo ao Coachella Valley, no condado californiano de Riverside. Possui extensão de 4.936 km e dezessete curvas.

## Histórico
Desde a inauguração do circuito The Thermal Club, ocorreram diversos eventos promocionais, e em 2023, o autódromo recebeu sessões de testes de pré-temporada, com a estrutura recebendo elogios dos pilotos. 
Em 2024, foi realizado um evento de exibição extracampeonato chamado $1 Million Challenge (em português: Desafio de US$ 1 milhão), projetado para ser um evento de estrelas "feito para a TV". Foi a primeira etapa extracampeonato da Indy desde a Surfers' Paradise em 2008.
Os 27 pilotos participantes desta prova foram divididos em duas baterias. Os 12 melhores de cada bateria foram para a corrida principal, que foi dividida em duas partes de 10 voltas. O valor de 1,756 milhão de dólares (cerca de R$ 8,8 milhões na cotação da época) foi dividido como premiação entre os pilotos participantes. O vencedor inaugural foi Álex Palou, que levou a premiação máxima, 500 mil dólares.
Para a temporada de 2025, a corrida passou a ter pontuação válida para o campeonato, sendo chamada de Thermal Club IndyCar Grand Prix.
Em junho de 2025, o dono do resort Thermal Club e fundador do circuito, Tim Rogers, afirmou que a etapa de Thermal não seria realizada em 2026, mas que estava negociando um retorno para 2027.

## Vencedores

### IndyCar
| Temporada | Data        | Piloto     | Equipe              | Chassi  | Motor | Pneus     | Distância da corrida | Distância da corrida | Duração da corrida | Velocidade média (km/h) | Ref.  |
| Temporada | Data        | Piloto     | Equipe              | Chassi  | Motor | Pneus     | Voltas               | Milhas (km)          | Duração da corrida | Velocidade média (km/h) | Ref.  |
| --------- | ----------- | ---------- | ------------------- | ------- | ----- | --------- | -------------------- | -------------------- | ------------------ | ----------------------- | ----- |
| 2024      | 24 de março | Álex Palou | Chip Ganassi Racing | Dallara | Honda | Firestone | 20                   | 61,34 (98,72)        | 00:39:30           | 93.166                  | [ 6 ] |
| 2025      | 23 de março | Álex Palou | Chip Ganassi Racing | Dallara | Honda | Firestone | 65                   | 199.36 (320.84)      | 01:56:23           | 102.771                 | [ 7 ] |

## Links externos
- «Página oficial» (em inglês)
- The Thermal Club no site oficial da IndyCar